# 樹攀鼠屬
樹攀鼠屬（Dendroprionomys rousseloti），哺乳綱、囓齒目、馬島鼠科的一屬，而與樹攀鼠屬（樹攀鼠）同科的動物尚有剛果攀鼠屬（剛果攀鼠）、溜攀鼠屬（溜攀鼠）、非洲攀鼠屬（中黑攀鼠）等之數種哺乳動物。